# Luigi Comencini
Luigi Comencini (Salò, Llombardia, 8 de juny de 1916 − Roma, 6 d'abril de 2007) va ser un director de cinema italià.

## Biografia
Al començament de la dècada del 1920, en el seguici de l'emigració italiana cap al Sud-oest de França, els pares de Luigi Comencini marxen de les ribes del llac de Garda cap al departament francès de Lot-et-Garonne, instal·lant-se a Colayrac-Saint-Cirq. Passa una part de la seva escolaritat al liceu Bernard Palissy a Agen.
Després d'estudis secundaris a França i cinc anys a l'escola d'arquitectura de Milà, funda, amb Alberto Lattuada i Mario Ferrari, la Cineteca Italiana, on reuneix els primers fons d'arxiu del cinema italià.
Crític de cinema des de finals de la guerra, escriu articles sobretot a l'Avanti  i al Tempo , al mateix temps que guions.
El 1946, realitza el curtmetratge documental Bambini in città , que li val el Nastro d'argento . El món de la infantesa serà d'altra banda un dels temes recurrents de l'obra de Comencini que aborda sobretot al seu primer llargmetratge, Proibito rubare , el 1946 així com en el drama psicològic Incompreso el 1967, la telesèrie Le avventure di Pinocchio el 1972 i Voltati Eugenio el 1980.
Sovint al marge dels corrents i de les modes i malgrat grans èxits públics com Pane, amore e fantasia o de fortes obres satíriques com Tutti a casa o Lo scopone scientifico, el seu talent ha continuat estant bastant infravalorat per la crítica que li preferia, en els anys 70, un cinema més compromès.
Luigi Comencini ha tingut quatre filles: Cristina, Francesca, Paola i Eleonora, que fan totes carrera en el cinema.

## Filmografia

### Cinema
| - 1937: La novelletta (documental) - 1946: Bambini in città (documental) - 1948: Proibito rubare - 1949: L'Imperatore di Capri - 1951: Persiane Chiuse - 1952: La tratta delle bianche - 1952: Heidi - 1953: La valigia dei sogni - 1953: Pane, amore e fantasia - 1954: Pa, amor i gelosia (Pane, amore e gelosia) - 1955: La bella de Roma - 1956: Una finestra sobre Luna Park (La finestra sul Luna Park) - 1957: Mariti in città - 1958: Mogli pericolose - 1959: Und das am Montagmorgen - 1959: Le sorprese dell'amore - 1960: Tutti a casa - 1961: A cavall d'un tigre - 1962: Il commissario - 1963: La ragazza di Bube, adaptació de Carlo Cassola - 1964: Tre notti d'amore (segment Fatebenefratelli) - 1964: La mia signora (segment Eritrea) - 1965: Les quatre nines (Le bambole), segment Il trattato di eugenetica | - 1965: La bugiarda - 1965: Il compagno Don Camillo - 1967: Incompreso - 1968: Servei secret a la italiana - 1969: Infanzia, vocazione e prime esperienze di Giacomo Casanova, Veneziano - 1969: Senza sapere niente di lei - 1972: Lo scopone scientifico - 1974: Delitto d'amore - 1974: Mio Dio, come sono caduta in basso! - 1975: La donna della domenica - 1976: Signore e signori, buonanotte - 1976: Basta che non si sappia in giro!… (segment L'Equivoco) - 1976: Quelle strane occasioni (segment L'ascensore) - 1977: La casa dels embolics (Il gatto) - 1979: L'ingorgo - Una storia impossibile - 1980: Voltati Eugenio - 1982: Cercasi Gesu - 1984: Cuore - 1987: La Storia (Telefilm) - 1987: Un ragazzo di Calabria - 1988: La Bohème, adaptació de l'opéra de Puccini - 1989: Buon Natale… buon anno - 1991: Marcellino, pane e vino |

### Televisió
- 1970: I bambini e noi (sèrie)
- 1972: Les aventures de Pinotxo (Le avventure di Pinocchio), minisèrie de sis episodis
- 1983: Il matrimonio di Caterina (telefilm)
- 1988: Les Français vus par (sèrie)

## Premis i nominacions[calcitació]

### Premis
- 1947: Nastro d'argento al millor documental per Bambini in città
- 1954: Os de Plata a la millor direcció per Pane, amore e fantasia
- 1967: Premi David di Donatello: David di Donatello al millor director - Incompreso
- 1982: Nastro d'argento al millor guió original per Cercani Gesù
- 1987: Lleó d'Or per la carrera

### Nominacions
- 1957: Os d'Or per La finestra sul Luna Park
- 1959: Os d'Or per Und das am Montagmorgen
- 1964: Os d'Or per La ragazza di Bube
- 1967: Palma d'Or per Incompreso
- 1974: Palma d'Or per Delitto d'amore
- 1979: Palma d'Or per L'ingorgo - Una storia impossibile
- 1987: Lleó d'Or per Un ragazzo di Calabria